# Andrzej Duda
Andrzej Sebastian Duda (pronunciación en polaco: /'andʐɛj ˈduda/ (escucharⓘ), ánd-yei dúda; Cracovia; 16 de mayo de 1972) es un político y abogado polaco. Fue el presidente de la República de Polonia y  del mando supremo de las Fuerzas Armadas de Polonia desde el 6 de agosto de 2015 hasta el 6 de agosto de 2025.

## Biografía
Es hijo de Jan Tadeusz Duda y Janina Milewska, ambos profesores de la Universidad AGH de Cracovia. En 1994 se casó con Agata Kornhauser, una profesora de alemán hija del poeta y escritor Julian Kornhauser. El matrimonio tiene una hija, Kinga, nacida en 1995.
Estudió derecho en la Universidad Jagellónica.
En octubre de 2001 fue nombrado profesor asistente en el Departamento Administrativo de la Universidad Jagellónica, obteniendo cuatro años después un doctorado en derecho en la misma Universidad. 
Comenzó su carrera política con el partido político Unión de la Libertad en la década de 2000, pero después de las elecciones parlamentarias en 2005, se unió a Ley y Justicia. De 2006 a 2007 fue subsecretario de Estado en el Ministerio de Justicia. De 2007 a 2008 fue miembro del Tribunal del Estado polaco. Durante las elecciones parlamentarias de 2011, recibió 79.981 votos en la zona de Cracovia, convirtiéndose en uno de los diputados más activos de Cracovia, llegando a ser elegido en 2014 como miembro del Parlamento Europeo. 
Fue candidato de Ley y Justicia para la Presidencia de Polonia en las elecciones de 2015, las cuales venció a Bronisław Komorowski por un 51,55 %.
El 10 de mayo de 2015, el periódico polaco Rzeczpospolita publicó una encuesta en la cual Duda encabezaba la lista con el 34,76 %, por delante de Bronisław Komorowski (Plataforma Cívica) con 33,77 % y Paweł Kukiz (Candidato Independiente) con un 20,80 %.
En la primera ronda de las elecciones presidenciales de 2015, recibió 5.179.092 votos (un 34,76 % de la votación). En la segunda ronda se llevó el 51,55 % de los votos ante el 48,45 % de su rival, el expresidente Bronislaw Komorowski, convirtiéndose en la elección presidencial más igualada en la historia de Polonia hasta aquel momento. El 25 de mayo de 2015, Duda oficialmente renunció de su partido.
En la primera ronda de las elecciones presidenciales de 2020, recibió 8.450.513 votos (un 43,50 % de la votación). En la segunda ronda se llevó el 51,03 % de los votos ante el 48,97 % de su rival, el alcalde de Varsovia Rafał Trzaskowski, convirtiéndose en la elección presidencial más igualada en la historia de Polonia.

## Presidencia (2015-2025)
El mandato de cinco años de Andrzej Duda comenzó el 6 de agosto de 2015 con el juramento de su cargo durante una sesión de la Asamblea Nacional.
Rechazó la propuesta de la Unión Europea de cuotas de inmigrantes para redistribuir a los solicitantes de asilo y dijo: "No aceptaré un dictado de los fuertes. No respaldaré una Europa donde la ventaja económica del tamaño de una población será una razón para imponer soluciones a otros países independientemente de sus intereses nacionales".
En septiembre de 2015, la primera ministra Ewa Kopacz declaró que Polonia, como expresión de la “solidaridad europea”, acogería a 2.000 personas durante los próximos dos años, principalmente de Siria y Eritrea (de las 3.700 solicitadas inicialmente).
Duda y la presidenta croata Kolinda Grabar-Kitarović fueron los creadores de la Iniciativa Tres Mares.
Se reunió repetidamente con el secretario general del Partido Comunista de China y el líder de China, Xi Jinping, afirmando que "las empresas polacas se beneficiarán enormemente" de la Iniciativa de la Franja y la Ruta de China. Duda y Xi firmaron una declaración sobre una asociación estratégica en la que reiteraron que Polonia y China se consideraban socios estratégicos a largo plazo. Duda dijo que espera que Polonia se convierta en una puerta de entrada a Europa para China.
En septiembre de 2017, su índice de aprobación se situó en el 71 % y en febrero de 2018 en el 72 %, un récord solo superado por Aleksander Kwaśniewski, cuyos índices de aprobación superaron el 75 % entre 1995 y 2005.

### Indulto a Mariusz Kamiński
En noviembre de 2015, con base en el art. 139 de la Constitución de Polonia, Duda indultó al exjefe de la Oficina Central Anticorrupción (CBA) Mariusz Kamiński y a tres funcionarios de la CBA condenados por un tribunal de primera instancia en el llamado "Asunto de la Tierra", marcando el primer indulto otorgado por un presidente antes de llegar a un veredicto final. Según algunos abogados (incluidos los profesores Jan Zimmermann, promotor del doctorado de Andrzej Duda, Leszek Kubicki, exministro de Justicia, y Andrzej Zoll, expresidente del Tribunal Constitucional), Duda violó la Constitución de Polonia.

### Crisis constitucional
Andrzej Duda se ha negado a prestar juramento a ninguno de los cinco candidatos a jueces del Tribunal Constitucional seleccionados por el Sejm del VII mandato. Tres de ellos fueron seleccionados desde el 7 de noviembre de 2015 cuya elección fue declarada constitucional. Los días 3 y 9 de diciembre de 2015, Duda juramentó a otros cinco candidatos para el mismo cargo seleccionados por el Sejm del VIII mandato.
El 28 de diciembre de 2015, firmó el proyecto de ley del Tribunal Constitucional (aprobado el 22 de diciembre de 2015 por el Sejm), que viola inequívocamente la Constitución de Polonia según el Consejo Nacional de la Magistratura de Polonia, el Fiscal General y el Defensor del Pueblo de Polonia.
En junio de 2016, rechazó el nombramiento de 10 jueces seleccionados por el Consejo Nacional de la Magistratura de Polonia.
En julio de 2017, informó al público que había decidido vetar dos proyectos de ley judiciales controvertidos respaldados por el gobierno y aprobados por ambas cámaras del parlamento polaco. Posteriormente, el portavoz del presidente dijo que se firmaría la tercera acta, el proyecto de ley de tribunales comunes. El veto fue solo un ejemplo de la oposición de Duda a las políticas del PiS.

### Política de la memoria
En febrero de 2018, dijo que promulgaría una enmienda a la Ley del Instituto de la Memoria Nacional, haciendo ilegal acusar a la "nación polaca" de complicidad en el Holocausto y otras atrocidades alemanas nazis, una medida que ha enturbiado las relaciones entre Polonia e Israel, con el primer ministro Benjamin Netanyahu llegando incluso a acusar al gobierno polaco de "negación del Holocausto".

### Postura sobre los derechos LGBT
Artículos principales: Diversidad sexual en Polonia y Zona libre de ideología LGBT
En junio de 2020, dijo que no permitiría que las parejas homosexuales se casaran o adoptaran niños, al tiempo que describió el movimiento LGBT como "una ideología extranjera" y lo comparó con el adoctrinamiento en la Unión Soviética. También prometió que prohibiría la enseñanza LGBT en las escuelas.En respuesta a los comentarios de Duda, el ex primer ministro de Bélgica, Elio Di Rupo, pidió públicamente a la Comisión Europea una reacción oficial. Poco después de sus comentarios, Duda invitó al candidato presidencial Robert Biedroń (quien solicitó reunirse con el presidente) y un activista LGBT, Bartosz Staszewski al Palacio Presidencial, aunque Robert Biedroń finalmente no aceptó la invitación diciendo que no lo hará hasta que el presidente Duda se disculpe. Según Staszewski, durante su reunión Duda citó la libertad de expresión para defender sus palabras sobre la "ideología LGBT".
El 4 de julio de 2020, propuso cambiar la constitución para prohibir que las parejas LGBT adopten niños. El 6 de julio de 2020 firmó un documento con un borrador presidencial de la enmienda a la Constitución polaca.

### Política exterior
El presidente de los Estados Unidos, Donald Trump, elogió a Duda y dijo: "Está haciendo un trabajo excelente". En septiembre de 2019, Trump y Duda acordaron enviar 1.000 tropas estadounidenses adicionales, lo que elevará el número total de tropas estadounidenses en Polonia a 5.500. a Polonia.
El 24 de junio de 2020, Trump dijo en una conferencia de prensa con Duda que Estados Unidos planea trasladar algunas tropas estadounidenses de Alemania a Polonia. Trump dijo que "Polonia es uno de los pocos países que están cumpliendo con sus obligaciones bajo la OTAN, en particular, sus obligaciones monetarias, y nos preguntaron si enviaríamos algunas tropas adicionales. Van a pagar para eso."

## Vida personal
Está casado con Agata Kornhauser-Duda, profesora de alemán en el instituto Jan III Sobieski de Cracovia. Aún siendo estudiantes de secundaria, se habían conocido en una fiesta. La pareja está casada desde el 21 de diciembre de 1994. Tienen una hija, Kinga, que nació en 1995. El suegro de Duda es Julian Kornhauser, un conocido escritor, traductor y crítico literario.
Fue esquiador y participó en los campeonatos académicos polacos de esquí alpino cuando era estudiante universitario.
Es católico practicante. Participó en numerosas ocasiones en ceremonias religiosas, como la Misa de Gallo, la bendición de la comida del Sábado Santo o la procesión del Corpus Christi en Cracovia.

## Honores

### Honores nacionales
- Polonia - Orden del Águila Blanca (ex officio)
- Polonia - Gran Cruz de la Orden Polonia Restituta (ex officio)

### Honores extranjeros
- Bélgica - Gran Cordón de la Orden de Leopoldo (2015)
- Bulgaria - Orden de Clase I de Stara Planina (Стара планина) (14 de abril de 2016)[51]
- Eslovaquia - Gran Cruz de la Orden de la Doble Cruz Blanca (2019)
- Finlandia - Gran Cruz con Collar Orden de la Rosa Blanca de Finlandia (2017)
- Grecia - Gran Cruz de la Orden del Salvador (2017)
- Hungría - Gran Cruz de la Orden del Mérito de Hungría (2020)[52]
- Letonia - Comendador Gran Cruz con Cadena de la Orden de las Tres Estrellas (2018)
- Lituania - Gran Cruz con Cadena de Oro de la Orden de Vytautas el Grande (21 de febrero de 2019)[53]
- Noruega - Gran Cruz de la Orden de San Olaf (23 de mayo de 2016)
- Portugal - Gran Cruz de la Orden del Mérito (2008)[54]
- República Checa - Collar de la Orden del León Blanco (15 de marzo de 2016)
- Rumania - Collar de la Orden de la Estrella de Rumanía (10 de julio de 2016)
- Ucrania - Orden del Príncipe Yaroslav el Sabio, Primera Clase (2021)[55]
- Comité Olímpico Internacional - Orden Olímpica de Oro (23 de julio de 2022)[56]